# Michael Reaves
Michael Reaves (ur. 14 września 1950 w San Bernardino, w Kalifornii, zm. 20 marca 2023) – amerykański pisarz, scenarzysta i producent. Jest autorem kilkunastu powieści fantastyczno-naukowych. Tworzył scenariusze do seriali telewizyjnych i filmów animowanych.